# Harry Y. Gamble
Harry Y. Gamble Jr (né en 1941) est un professeur américain émérite du département d'études religieuses de l'université de Virginie, Charlottesville, VA. Il a pris sa retraite de l'enseignement à plein temps en 2014,,,.

## Ouvrages
- Harry Y Gamble, The textual history of the Letter to the Romans, Dissertation: Ph. D. Yale University, 1970 (OCLC 2083494)
- Harry Y Gamble, The Polk family, North Carolina, 1970 (OCLC 320902221)
- Harry Y Gamble, The textual history of the letter to the Romans: a study in textual and literary criticism, vol. Vol. 42, Grand Rapids: Eerdmans, coll. « Studies and documents (London, England) », 1977 (ISBN 9780802816702, OCLC 2986055)
- Harry Y. Gamble, The New Testament canon: its making and meaning, Philadelphia: Fortress Press, coll. « Guides to biblical scholarship., New Testament series », 1985 (ISBN 9780800604707, OCLC 11841376)
- Harry Y Gamble, Waxhaw 100 history: Waxhaw centennial 1989, Waxhaw, N.C. : Waxhaw Centennial Committee, 1989 (OCLC 47224113)
- Harry Y. Gamble, Books and readers in the early church : a history of early Christian texts, vol. Vol 39, New Haven: Yale University Press, 1995 (ISBN 9780300069181, OCLC 31436053, DOI 10.1163/1568536974712321), chap. 3
- (it) Harry Y Gamble et Donatella Zoroddu, Introduzione allo studio della Bibbia. Supplementi. 26, Libri e lettori nella chiesa antica. storia dei primi testi cristiani, Brescia: Paideia, 2006 (ISBN 9788839407153, OCLC 889086230)
- Michelle P Brown, Harry Y Gamble et Freer Gallery of Art (Washington, D.C.), In the beginning: Bibles before the year 1000, Washington, DC: Smithsonian Books, 2006 (ISBN 9781588342409, OCLC 886816037)
- Harry Y Gamble et Pascale Renaud-Grosbras, Livres et lecteurs aux premiers temps du christianisme: usage et production des textes chrétiens antiques, Genève: Labor et fides ; Paris: Diff. Presses universitaires de France, impr. 2012, coll. « Christianismes antiques », 13 octobre 2012 (ISBN 9782830914641, OCLC 826752827)
- Harry Y Gamble et Karl Shuve, Books and readers in the premodern world: essays in honor of Harry Gamble, Atlanta, GA: SBL Press, coll. « Writings from the Greco-Roman world supplement series, no. 12 », 2018 (ISBN 9780884143314, OCLC 1054265198)